# فاطمة التابعي
فاطمة التابعي (22 أكتوبر 1953-)، ممثلة مصرية.

## عن حياتها
حصلت على بكالوريوس فنون مسرحية عام 1978 عملت في العديد من المسرحيات أهمها. قدمت بالتلفزيون العديد من المسلسلات الناجحة كمسلسل «ورد الفلاح»، تزوجت من مهندس معماري. ارتدت الحجاب واعتزلت المجال الفني. برعت في دور الفلاحة واشتهرت بالمسلسلات التاريخية الدينية الناطقة باللغة العربية الفصحى.

## أعمالها

### المسلسلات
- قصة مدينة
- الطاحونة
- شارع المواردي
- على هامش السيرة
- عذارء البادية
- العرندس
- نوادر العرب
- الحضارة العربية الإسلامية
- الرجل والحصا
- شقة دون سقف
- ورد الفلاح
- الشك
- الغضب

```
  سعد اليتيم مسلسل حتى لا يغيب القمر
```

المشربية مسلسل
زوجات صغيرات
حتى لا يغيب القمر

### المسرحيات
- ملكة الفجر
- بداية ونهاية
- ياسين وبهية
- وأقدساة
- دوحة تشريف
- أيوب وناعسة

### تمثيليات تلفزيونية
- فكرة خاطئة. قامت بدور فتحية

### أفلام
- محطة الأنس.
- سعد اليتيم

## وصلات خارجية
- فاطمة التابعي على موقع الدهليز
- فاطمة التابعي على موقع قاعدة بيانات الأفلام العربية